# Daniela Calvino
Daniela Calvino, née le 13 décembre 1938 à Milan et morte le 17 novembre 2020 à Naples, est une actrice italienne active à la télévision, plus particulièrement dans le domaine du théâtre filmé, ainsi que dans le cinéma italien dans les années 1950 et 1960.

## Filmographie (cinéma)
- 1959 : Avventura in città (it) de Roberto Savarese : Mariuccia
- 1960 : La dolce vita de Federico Fellini : Daniela (non créditée)
- 1961 : 5 marines per 100 ragazze de Mario Mattoli : Aurora
- 1963 : L'Ennui et sa diversion, l'érotisme (La noia) de Damiano Damiani : prostituée
- 1969 : Le Rendez-vous (The Appointment) de Sidney Lumet

## Filmographie (télévision)
Mini-séries télévisées
- 1957 : Orgoglio e pregiudizio de Daniele D'Anza
- 1962 : Una tragedia americana (it) d'Anton Giulio Majano
- 1967 : Vita di Cavour (it) de Piero Schivazappa
- 1968 : La donna di quadri (it) de Leonardo Cortese
- 1968 : Il Circolo Pickwick (it) d'Ugo Gregoretti

Théâtre filmé
- 1958 L'amore deve nascere, pièce de Luigi Antonelli, réalisation de Mario Landi
- 1960 : Tre poveri in campagna, pièce et réalisation de Peppino De Filippo
- 1963 : Jack l'infallibile, réalisation de Raffaele Meloni (it)
- 1963 : Miseria bella (it), pièce et réalisation de Peppino De Filippo
- 1964 : Ritorno a Bountiful, réalisation de Marcello Sartarelli